# Saint-Langis-lès-Mortagne
Saint-Langis-lès-Mortagne est une commune française, située dans le département de l'Orne en région Normandie, peuplée de 871 habitants.

## Géographie
La commune se situe dans la région naturelle du Perche. 
| Saint-Hilaire-le-Châtel, Courgeoût | Saint-Hilaire-le-Châtel   | Saint-Hilaire-le-Châtel, Mortagne-au-Perche |
| Courgeoût                          | Saint-Langis-lès-Mortagne | Mortagne-au-Perche                          |
| Parfondeval                        | Saint-Denis-sur-Huisne    | Réveillon                                   |

### Hydrographie
La commune est située dans le bassin Loire-Bretagne. Elle est drainée par la Chippe, le ruisseau de Prulay et  et un autre petit cours d'eau.
La Chippe, d'une longueur de 12 km, prend sa source dans la commune  et se jette  dans l'Huisne en limite de Mauves-sur-Huisne et de Comblot, après avoir traversé six communes. 

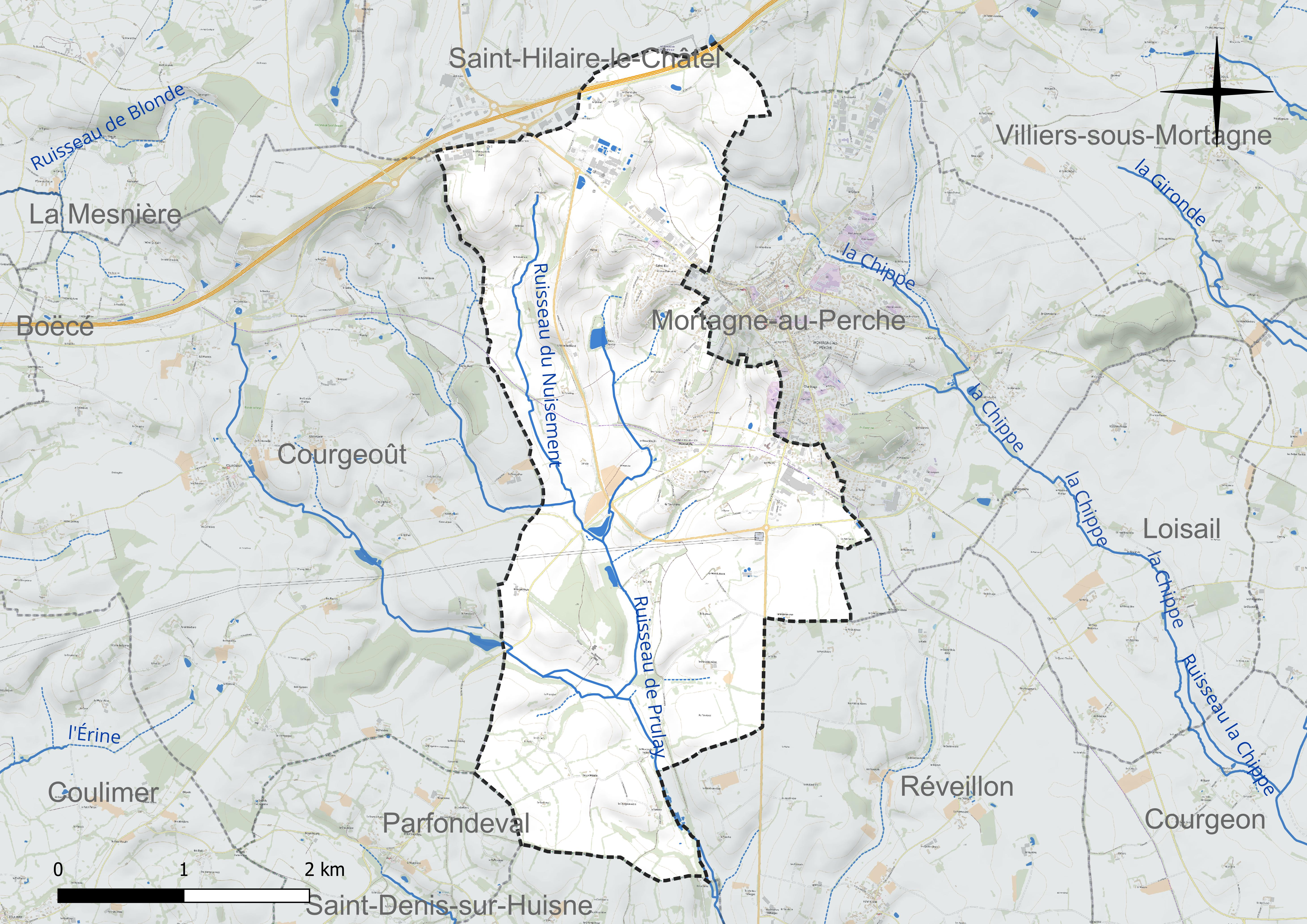
Réseau hydrographique de Saint-Langis-lès-Mortagne.

### Climat
Pour des articles plus généraux, voir Climat de la Normandie et Climat de l'Orne.
En 2010, le climat de la commune est de type climat océanique dégradé des plaines du Centre et du Nord, selon une étude du CNRS s'appuyant sur une série de données couvrant la période 1971-2000. En 2020, Météo-France publie une typologie des climats de la France métropolitaine dans laquelle la commune est exposée à un climat océanique altéré et est dans la région climatique Normandie (Cotentin, Orne), caractérisée par une pluviométrie relativement élevée (850 mm/a) et un été frais (15,5 °C) et venté. Parallèlement le GIEC normand, un groupe régional d’experts sur le climat, différencie quant à lui, dans une étude de 2020, trois grands types de climats pour la région Normandie, nuancés à une échelle plus fine par les facteurs géographiques locaux. La commune est, selon ce zonage, exposée à un « climat contrasté des collines », correspondant au Pays d'Ouche et au Perche et bénéficiant d’un caractère continental affirmé avec des précipitations atténuées et des amplitudes thermiques fortes.
Pour la période 1971-2000, la température annuelle moyenne est de 10,4 °C, avec une amplitude thermique annuelle de 13,9 °C. Le cumul annuel moyen de précipitations est de 816 mm, avec 13,3 jours de précipitations en janvier et 7,9 jours en juillet. Pour la période 1991-2020, la température moyenne annuelle observée sur la station météorologique la plus proche, située sur la commune de Mortagne-au-Perche à 1 km à vol d'oiseau, est de 11,5 °C et le cumul annuel moyen de précipitations est de 802,0 mm,. Pour l'avenir, les paramètres climatiques de la commune estimés pour 2050 selon différents scénarios d’émission de gaz à effet de serre sont consultables sur un site dédié publié par Météo-France en novembre 2022.

## Urbanisme

### Typologie
Au 1er janvier 2024, Saint-Langis-lès-Mortagne est catégorisée commune rurale à habitat dispersé, selon la nouvelle grille communale de densité à sept niveaux définie par l'Insee en 2022.
Elle appartient à l'unité urbaine de Mortagne-au-Perche, une agglomération intra-départementale regroupant deux  communes, dont elle est une commune de la banlieue,,. Par ailleurs la commune fait partie de l'aire d'attraction de Mortagne-au-Perche, dont elle est une commune de la couronne,. Cette aire, qui regroupe 25 communes, est catégorisée dans les aires de moins de 50 000 habitants,.

### Occupation des sols
L'occupation des sols de la commune, telle qu'elle ressort de la base de données européenne d’occupation biophysique des sols Corine Land Cover (CLC), est marquée par l'importance des territoires agricoles (85,9 % en 2018), en diminution par rapport à 1990 (89,2 %). La répartition détaillée en 2018 est la suivante : 
terres arables (47,5 %), prairies (37,2 %), zones urbanisées (9 %), zones industrielles ou commerciales et réseaux de communication (3 %), forêts (2,2 %), zones agricoles hétérogènes (1,2 %). L'évolution de l’occupation des sols de la commune et de ses infrastructures peut être observée sur les différentes représentations cartographiques du territoire : la carte de Cassini (XVIIIe siècle), la carte d'état-major (1820-1866) et les cartes ou photos aériennes de l'IGN pour la période actuelle (1950 à aujourd'hui).

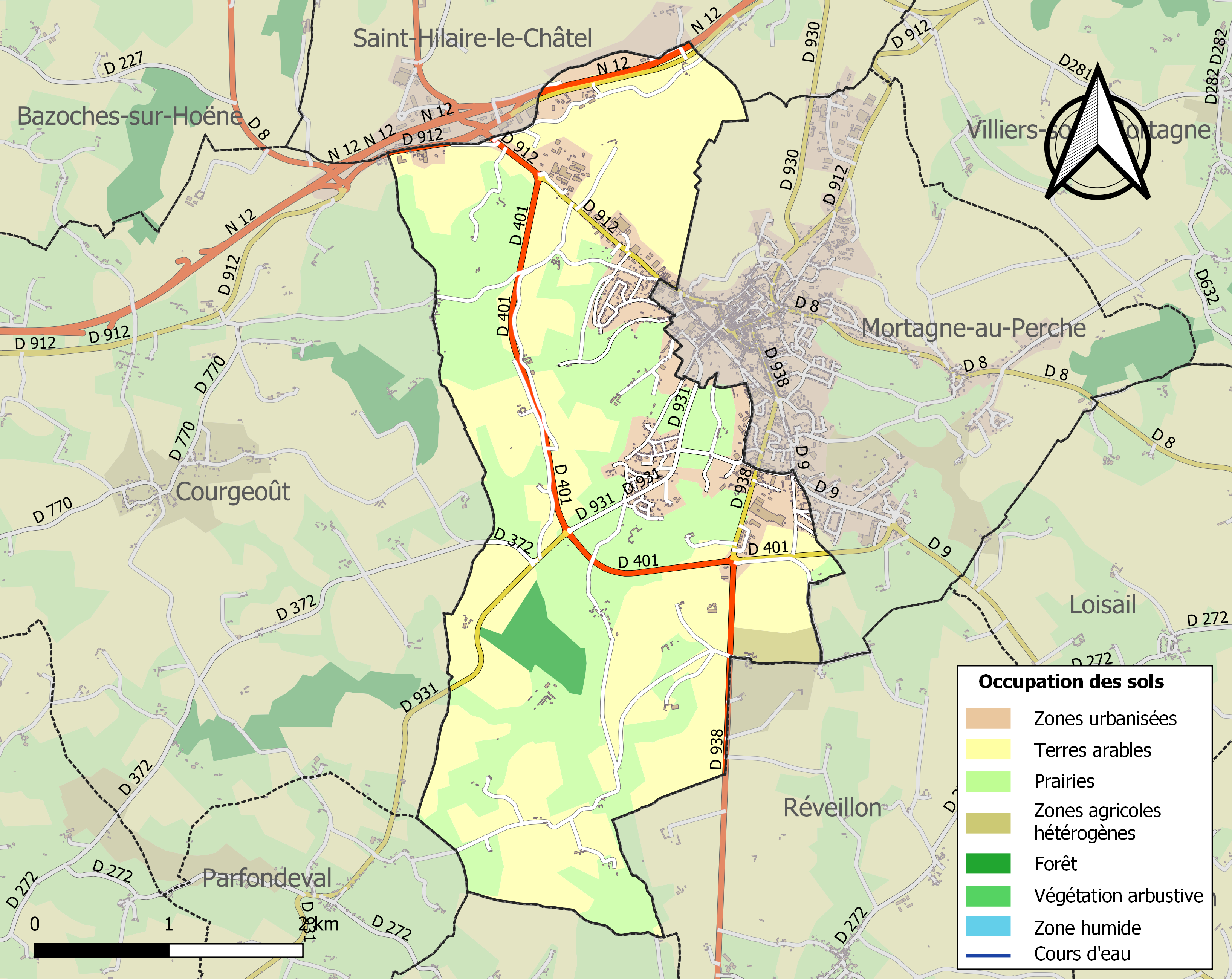
Carte des infrastructures et de l'occupation des sols de la commune en 2018 (CLC).

## Toponymie
Le nom du lieu est attesté sous la forme monasteriolum… ordinante sancto Lonegiselo au IXe siècle et S. Langisum vers 1065.
La paroisse serait dédiée à Launogisil, abbé dans le Maine au VIIe siècle. Elle est située immédiatement à l'ouest de celle de Mortagne, d'où la préposition lès (« prés »).
Le gentilé est Langissois.

## Histoire
En 1819, Saint-Langis-lès-Mortagne (656 habitants en 1806) absorbe Theval (199 habitants, aujourd'hui lieu-dit Théval), au nord de son territoire.

## Politique et administration
| Période                                  | Période      | Identité         | Étiquette | Qualité                                                   |
| ---------------------------------------- | ------------ | ---------------- | --------- | --------------------------------------------------------- |
| 1983                                     | avril 2014   | Fernand Vallet   | DVD       | Agriculteur                                               |
| avril 2014                               | octobre 2019 | Jean-Yves Vallet | SE        | Secrétaire administratif de préfecture, fils du précédent |
| janvier 2020                             | En cours     | Bernard Surcin   | SE        | Retraité                                                  |
| Les données manquantes sont à compléter. |              |                  |           |                                                           |

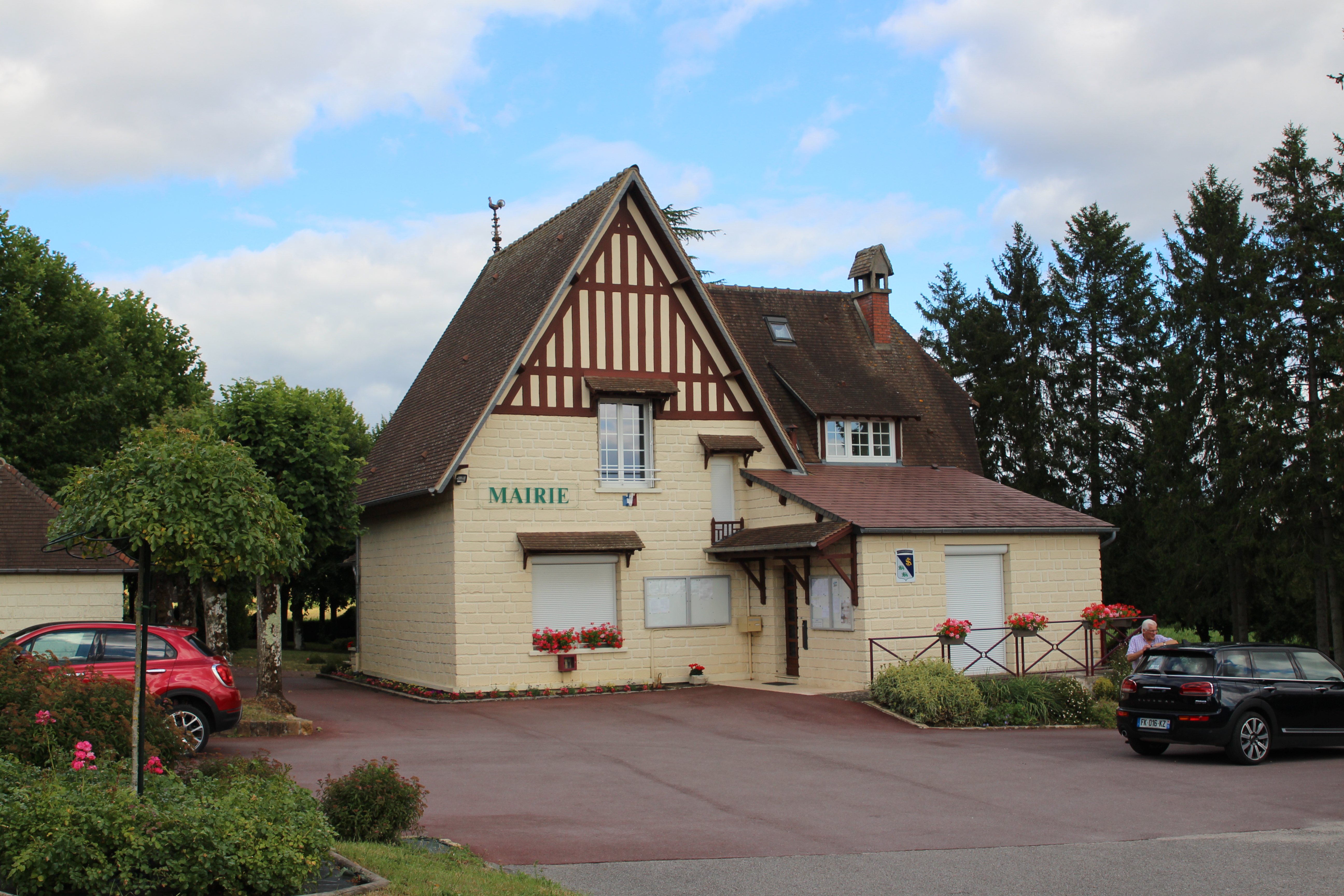
Mairie de Saint-Langis-lès-Mortagne.

Le conseil municipal est composé de quinze membres dont le maire et deux adjoints.

## Démographie
L'évolution du nombre d'habitants est connue à travers les recensements de la population effectués dans la commune depuis 1793. Pour les communes de moins de 10 000 habitants, une enquête de recensement portant sur toute la population est réalisée tous les cinq ans, les populations de référence des années intermédiaires étant quant à elles estimées par interpolation ou extrapolation. Pour la commune, le premier recensement exhaustif entrant dans le cadre du nouveau dispositif a été réalisé en 2004.
En 2022, la commune comptait 871 habitants, en évolution de −5,33 % par rapport à 2016 (Orne : −3,21 %, France hors Mayotte : +2,11 %).
Saint-Langis-lès-Mortagne a compté jusqu'à 915 habitants en 1975.
| 1793 | 1800 | 1806 | 1821 | 1836 | 1841 | 1846 | 1851 | 1856 |
| ---- | ---- | ---- | ---- | ---- | ---- | ---- | ---- | ---- |
| 460  | 714  | 656  | 549  | 608  | 635  | 639  | 608  | 611  |

| 1861 | 1866 | 1872 | 1876 | 1881 | 1886 | 1891 | 1896 | 1901 |
| ---- | ---- | ---- | ---- | ---- | ---- | ---- | ---- | ---- |
| 601  | 587  | 550  | 560  | 580  | 550  | 538  | 522  | 566  |

| 1906 | 1911 | 1921 | 1926 | 1931 | 1936 | 1946 | 1954 | 1962 |
| ---- | ---- | ---- | ---- | ---- | ---- | ---- | ---- | ---- |
| 516  | 548  | 430  | 480  | 457  | 461  | 469  | 505  | 534  |

| 1968 | 1975 | 1982 | 1990 | 1999 | 2004 | 2006 | 2009 | 2014 |
| ---- | ---- | ---- | ---- | ---- | ---- | ---- | ---- | ---- |
| 610  | 915  | 828  | 888  | 876  | 900  | 904  | 909  | 908  |

| 2019 | 2022 | - | - | - | - | - | - | - |
| ---- | ---- | - | - | - | - | - | - | - |
| 888  | 871  | - | - | - | - | - | - | - |

| 1793 | 1800 | 1806 |
| ---- | ---- | ---- |
| 161  | 180  | 199  |

## Lieux et monuments
- Église Saint-Langis du XVIIe siècle.

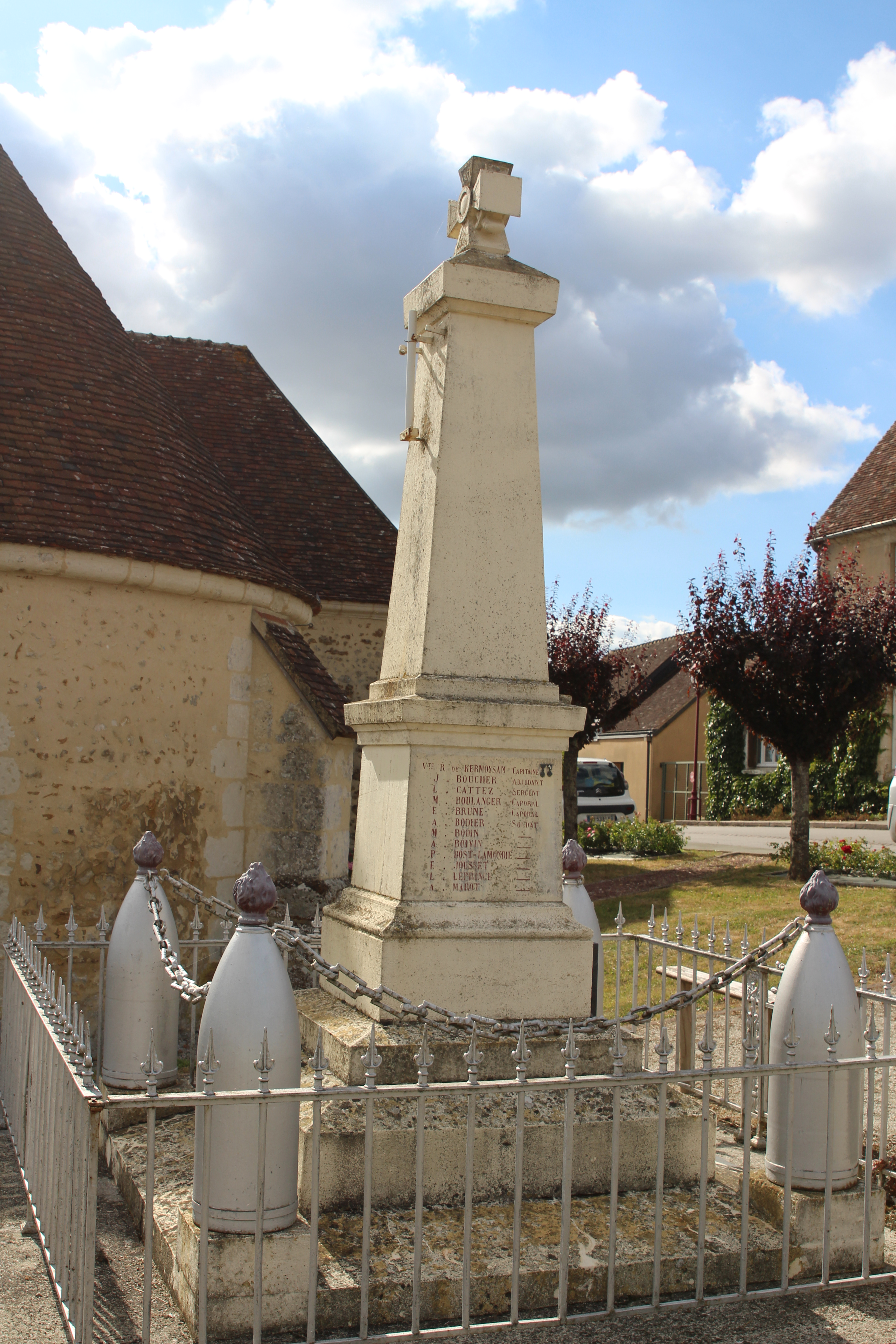
Monument aux morts.

- Château de Prulay (XVIIIe siècle) et sa chapelle Saint-Étienne, inscrits aux Monuments historiques depuis le 26 juin 1998[29]. Le parc (1807) fut dessiné par Louis-Martin Berthault. C'est Pierre-Isaac Poissonnier, professeur de médecine du Collège Royal, conseiller d'État et médecin de Louis XV, qui fit construire le château.

Blason de la famille Aubin de Blanpré.

La propriété fut achetée en 1814 à sa belle-fille Henriette Gabrielle Filhastre Duriez, baronne de Prulay, par André François Emmanuel Aubin de Blanpré (1771-1849) ancien membre de la garde constitutionnelle du Roi revenu s'établir en France après la Révolution française. Le château de Prulay passa au fils de ce dernier, Pierre Marie Aubin de Blanpré (1806-1852), ancien saint-cyrien, officier de cavalerie au régiment de cuirassiers de Berry, maire de Saint-Langis-lès-Mortagne et conseiller général de l'Orne, marié à Caroline Stéphanie de Préval, fille du vicomte Claude Antoine Hippolyte de Préval, et d'Anne Marie Caroline Turgot, petite-nièce de Anne Robert Jacques Turgot, ministre de Louis XVI. Le château fut vendu par les Aubin de Blanpré en 1849 à Aimé de la Rivière (1804-1885), également ancien saint-cyrien, officier du sixième Chasseurs. Son fils Paul Clair de la Rivière (1849-1923) hérita du château à la mort de son père. Ses deux enfants Marie Charles Henri de la Rivière (1877-1949), ancien maire de Sées et Cécile de la Rivière (1882-1954) naquirent au château qui devint la propriété de la famille de l'époux de cette dernière en 1905.

## Héraldique
| Blason de Saint-Langis-lès-Mortagne | Blason  | Tranché : au 1er d'azur aux lettres capitales S et L entrelacées d'or, au 2 d'argent à deux léopards de sinople, lampassés de gueules rangés en bande. |
| Blason de Saint-Langis-lès-Mortagne | Détails | Les deux léopards rappellent les armoiries de la Normandie.                                                                                            |